# Пракріті
Пра́кріті, або Пракриті (санскр. प्रकृति, prakṛti IAST «причина, матерія») — фундаментальне поняття філософської системи індуїзму санкх'ї, що означає споконвічну природу, матеріальну першопричину Всесвіту. Вважається жіночим основоположним елементом, що контактує із чоловічим елементом - Духом (пуруша). Розвивається з Мула-пракріті (Ав'якти) - непроявленої, потенційної природи. Коли рівновага порушується, відбувається розвиток та процес становлення (під впливом пуруши). Первинним продуктом розвитку пракріті є махат («великий»). Це інтелект в космологічної аспекті, а щодо індивідуума він проявляє себе як буддхі - здатність розрізняти і сприймати об'єкти.
У текстах санкх'ї пуруша описується як «безногий», що сидить на плечах у «сліпої» пракріті. На відміну від китайської теорії Інь-Ян, пуруша не є активним чоловічим началом і описується як «дрішті» - безмовний свідок метаморфоз пракріті, без наявності якого неможлива її діяльність.

## Аюрведа
В Аюрведі словом пракріті називають психосоматичну конституцію людини, дану йому від народження, тобто його початкову природу. Пракріті не змінюється протягом всього життя людини, і може бути діагностована за допомогою огляду і опитування пацієнта. Пракріті дає знання про схильність до певних захворювань. Людина, що знає свою пракріті має ключ до свого здоров'я, знає свої слабкі та сильні місця і завжди може запобігти хворобі, прийнявши профілактичні заходи (панчакарма, піст, харчування і режим відповідно до пракріті). 
У принципі існує нескінченна безліч пракріті, але практики Аюрведи виділили з часом 7 (за іншою версією 10) типів пракріті.